# Epicrionops marmoratus
Epicrionops marmoratus är en groddjursart som beskrevs av Taylor 1968. Epicrionops marmoratus ingår i släktet Epicrionops och familjen Rhinatrematidae. IUCN kategoriserar arten globalt som otillräckligt studerad. Inga underarter finns listade i Catalogue of Life.